# Logan Pass

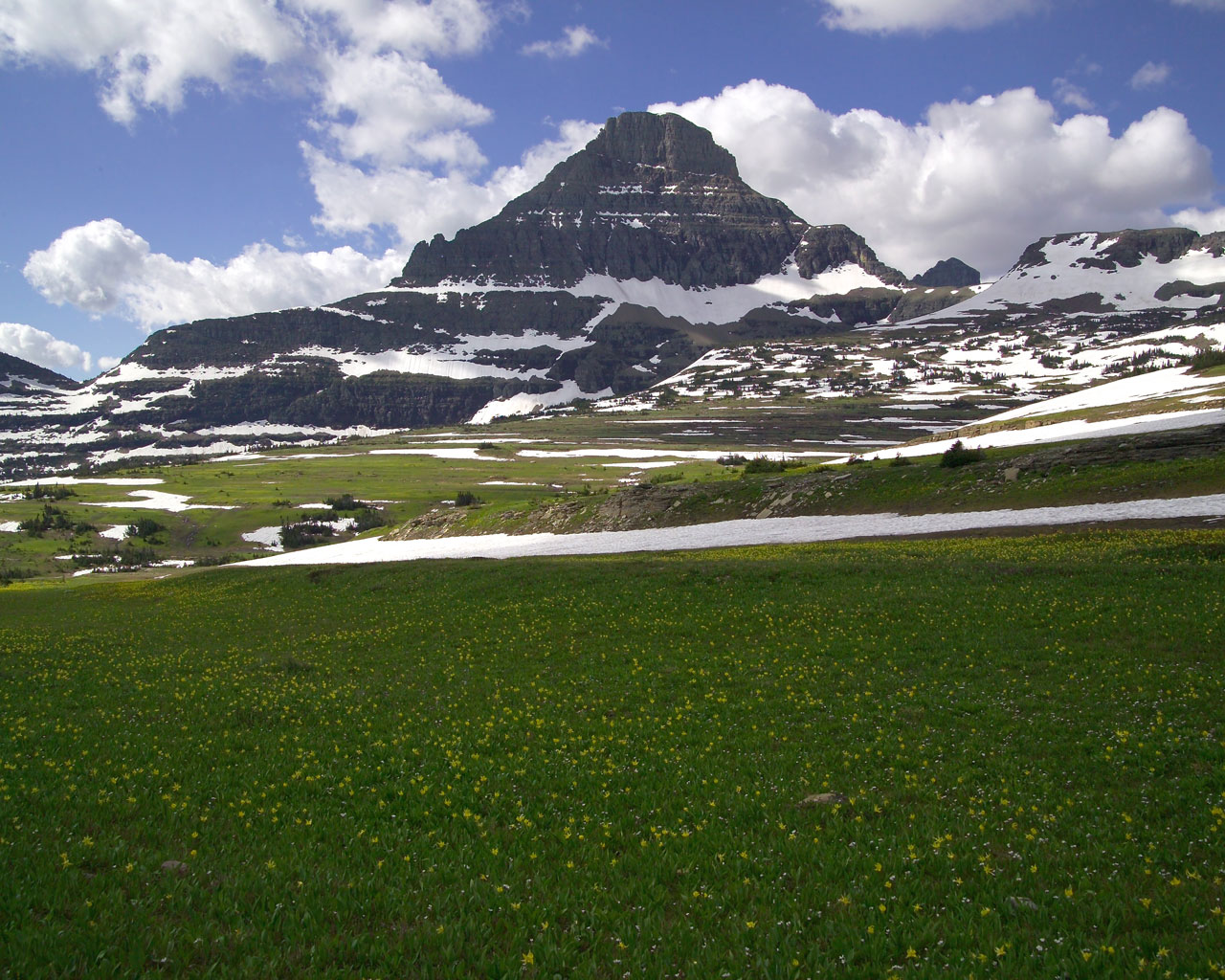
El monte Reynolds, en el paso Logan.

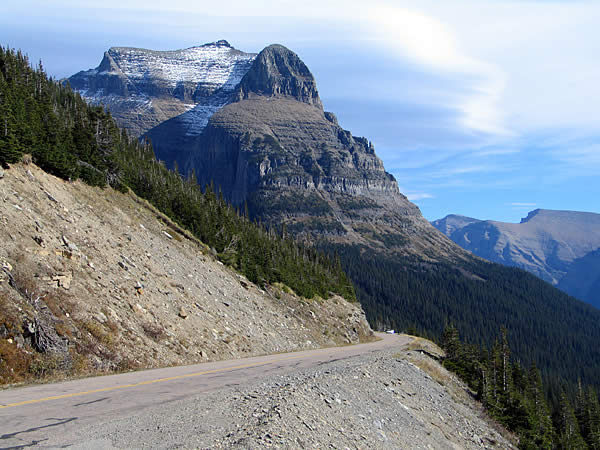
La carretera Going-to-the-Sun, cerca del paso Logan.

El paso Logan (Logan Pass) es un puerto de montaña situado en la Divisoria continental de las Américas, en el Parque nacional de los Glaciares, en Montana, Estados Unidos. Tiene una altitud de 2.025 metros sobre el nivel del mar y es el punto más alto por el que discurre la carretera Going-to-the-Sun. Al este del puerto, hay un centro turístico que está abierto durante el verano. Desde el puerto discurren numerosos senderos.